# Hit 'N' Run
Hit 'N' Run è un brano musicale del trio pop tedesco Monrose. È stato scritto da JoelJoel, The Provider e Charlie Mason e co-prodotta da Joel e Oscar Görres per il terzo album delle Monrose I Am. La canzone sarà pubblicata come secondo singolo estratto dall'album il 3 ottobre 2008. Una versione demo della canzone è apparsa in rete molte settimane prima che venisse svelata la traccia finale.

## Promozione
Per promuovere la canzone le Monrose hanno fatto diverse esibizioni. La canzone è stata eseguita anche durante la fase di qualificazione del talent show canoro Popstars.

## Video Musicale
Il video è stato girato nella settimana del 31 agosto. Il video ha come tema gli anni '80; la première di quest'ultimo è stata fatta il giorno 11 settembre 2008 sul canale musicale tedesco VIVA. Il video è ambientato negli anni ottanta, Senna, Mandy, Bahar sono vestite a tema e si recano in una sala giochi dove giocano con un videogioco con la grafica tipicamente usata in quel periodo e contemporaneamente nelle scene del ritornello sono su una pista da ballo a ballare con dei ballerini, i personaggi del videogioco sono dei loro alter ego.

## Tracklist
CD single (2-Track)
1. "Hit 'N' Run" (Radio Edit) - 03:11
2. "No Never" - 3:45

## Cronologia uscita
| Paese    | Data              | Formato                       | Etichetta |
| -------- | ----------------- | ----------------------------- | --------- |
| Polonia  | 29 settembre 2008 |                               |           |
| Austria  | 3 ottobre 2008    | Cd singolo, download digitale | Starwatch |
| Germania | 3 ottobre 2008    | Cd singolo, download digitale | Starwatch |
| Svizzera | 3 ottobre 2008    | Cd singolo, download digitale | Starwatch |

## Classifiche
| Classifica (2008)         | Posizione massima |
| ------------------------- | ----------------- |
| Austrian Singles Chart    | 29                |
| Eurochart Hot 100 Singles | 55                |
| German Singles Chart      | 16                |
| Polish National Top 50    | 69                |
| Swiss Singles Chart       | 55                |

| Settimana | 1  |
| Posizione | 55 |